# لوكاس بروتسو
لوكاس بروتسو (بالإسبانية: Lucas Pruzzo)‏ هو لاعب كرة قدم أرجنتيني في مركز الدفاع، ولد في 6 يوليو 1994 في Rosario del Tala ‏ في الأرجنتين. لعب مع Guillermo Brown de Puerto Madryn ‏.

## وصلات خارجية
- لوكاس بروتسو على موقع قاعدة بيانات كرة القدم.إي يو (الإنجليزية)
- لوكاس بروتسو على موقع Soccerway.com (الإنجليزية)
- لوكاس بروتسو على موقع عالم كرة القدم.نت (الإنجليزية)